# Parc national Booderee
Le parc national Booderee est le seul parc national d'Australie située dans le territoire de la baie de Jervis. Il est l'un des six parcs nationaux du pays géré directement parc le gouvernement du Commonwealth. Le nom du parc provient du Dhurga et signifie « baie d'abondance » ou « abondance de poisson ».

## Géographie
Le parc national Booderee, d'une superficie de 63,12 km2, est situé dans le territoire de la baie de Jervis. Il partage ses limites avec le parc marin de la baie de Jervis, qui l'encercle, le parc national de la baie de Jervis et le parc national Conjola à l'ouest. Ces trois derniers sont tous situés en Nouvelle-Galles du Sud.